# Leonardo De Mitri
Leonardo De Mitri (* 31. August 1914 in Mola di Bari; † 16. Juli 1956 in Ravenna) war ein italienischer Filmregisseur.

## Leben
De Mitri, seit Mitte der 1930er Jahre in Rom, arbeitete zunächst als Filmjournalist und -kritiker für „Il Globo“ und „Il Successo“ und lieferte sein aktives Debüt für die Filmbranche 1949 mit dem Drehbuch zu Femmine incatenata ab, bei dem er auch als Regieassistent wirkte. Im selben Jahr nahm er zwei Angebote als Schauspieler war und arbeitete dann für Francesco De Robertis, bevor er mit Angelo tra la folla – mit vielen der Schauspieler aus dem vorherigen Film – seinen ersten eigenen (und bekanntesten) Film vorlegte. Seine weiteren Filme blieben, obwohl gut inszeniert und im Falle des bewusst unrealistisch gehaltenen Altair auch formal bemerkenswert, ohne größere Wirkung. De Mitri starb während der Dreharbeiten zu seinem letzten Film in relativ jungen Jahren.

## Filmografie (Auswahl)
- 1950: Angelo und der Zufall (Angelo tra la folla)
- 1953: Gauner mit Herz (Piovuto dal cielo)
- 1955: Altair